# Luis de Benito Torrente
Luis María de Benito Torrente (València; 1951) és un periodista valencià.

## Biografia
Germà del també periodista Julio de Benito Torrente, els seus inicis professionals van ser en la Agència EFE, on ingressa en 1972 treballant com a corresponsal en Roma.
De retorn a Espanya, en 1975 entra a formar part de la plantilla de Radio Nacional de España i és destinat als serveis informatius. En 1979 condueix l'espai esportiu Radiogaceta de los deportes i un any més tard se li encarrega la direcció i presentació del programa d'entrevistes La noche abierta. Dos anys després es posa al capdavant de l'informatiu matinal de la cadena, España a las 8.
El seu primer contacte amb televisió es produeix en el programa matinal Buenos días i després, al desembre de 1986, quan és nomenat director de la segona edició de Telediario, que comença a presentar el gener de 1987, labor que compagina amb la Subdirecció d'informatius de TVE.
En 1988 va ser nomenat director del diari d'informació econòmica Cinco Días i un any després torna al programa España a las ocho de RNE, assumint també el càrrec de Director Adjunt dels serveis informatius de l'emissora.
Entre 1991 i 1994 va treballar a Onda Cero com a Director d'informatius i director d'antena, a més de presentar diversos programes en la llavors nova emissora. En 1994, de nou a Televisió espanyola, va ocupar diferents corresponsalies en l'exterior: París, Brussel·les, Lisboa, Moscou i de nou Brussel·les fins a 2008, data en la qual es va acollir a l'ERO de RTVE.
Luis de Benito va ser, també, un destacat esportista. Campió d'Espanya Júnior de bàsquet amb el Reial Madrid, va arribar a disputar diverses trobades amb el primer equip d'aquesta entitat entrenat, llavors, per Pedro Ferrándiz i amb jugadors històrics com Clifford Luyk i Wayne Brabender.

## Premis[calcitació]
- Premi Nacional de Periodisme (1983)
- Premi Ondas (1989 i 1992)
- Antena de Oro 1991
- Premi Víctor de la Serna (2004)
- Finalista Premi Cirilo Rodríguez (2004)